# Max Hertwig

Sechs Assistenten von Behrens am Arbeitsplatz: (von links) Mies van der Rohe, Meyer, Hertwig, Weyrather (dahinter), Krämer, Gropius (mit Plan), 1908

Max Hertwig (geboren 11. März 1881 in Bunzlau, Niederschlesien; gestorben 3. Januar 1975 in Dorfen) war ein deutscher Grafikdesigner und Gründer des Bundes der Deutschen Gebrauchsgraphiker.

## Leben
Max Hertwig studierte 1902 bis 1905 an der Kunstgewerbeschule Düsseldorf unter Peter Behrens und Fritz Helmuth Ehmcke, zuvor hatte er die Vorbereitungsklasse von Josef Bruckmüller besucht. Sein von ihm entworfenes „Goldenes Buch der Kunstgewerbeschule Düsseldorf“ wurde 1906 auf der Dritten Deutschen Kunstgewerbeausstellung in Dresden präsentiert. Er wurde Mitarbeiter der Druckerei Bügen in Hannover, wo er pharmazeutische Packungen und Etiketten entwarf. 1908 folgte der Umzug nach Berlin, um im Atelier von Peter Behrens zu arbeiten. Max Hertwig entwickelte zahlreiche Schriften.
Vom 1. Januar 1913 bis 1943 lehrte er Gebrauchsgrafik, Schriftzeichnen und Ornament an der Reimann-Schule in Berlin-Schöneberg, der größten privaten Kunst- und Kunstgewerbeschule Deutschlands. Zugleich war er stellvertretender Schulleiter und direkter Stellvertreter von Albert Reimann. Durch seine eigenen grafischen Entwürfe prägte er das visuelle Erscheinungsbild der Reimann-Schule und entwarf das Signet des Ausbildungsinstituts, die Zeugnisse sowie Grafik und Layout der Schulzeitschrift "Farbe und Form".
Entwürfe Hertwigs, u. a. zahlreiche Plakate, Ornamentstudien und gebrauchsgrafische Arbeiten, befinden sich in der Sammlung der Kunstbibliothek Berlin.
In Dorfen (Oberbayern), wo Max Hertwig seit 1947 lebte, wurde eine Straße nach dem Künstler als Max-Hertwig-Weg benannt.

## Gründer des Bundes Deutscher Gebrauchsgraphiker
1919 gründete Max Hertwig gemeinsam mit Jupp Wiertz und Hans Meyer den Bund der Deutschen Gebrauchsgraphiker, die älteste Interessenvertretung der deutschen Gebrauchsgraphiker. 1968 wurde der Verband in „Bund Deutscher Grafik-Designer“ umbenannt. Hertwig arbeitete lange in der Bundesleitung des Verbandes mit und war danach drei Jahre Gruppenleiter der Landesgruppe Brandenburg, wodurch er entschieden zur Anerkennung des Berufes der Gebrauchsgrafiker beitrug.

## Mitgliedschaften
- Gründungsmitglied des Bundes der Deutschen Gebrauchsgraphiker
- Mitglied des Deutschen Werkbundes (spätestens seit 1913, mindestens bis 1928)